# 岐阜県道33号瑞浪上矢作線
岐阜県道33号瑞浪上矢作線 （ぎふけんどう33ごう みずなみかみやはぎせん）は、岐阜県瑞浪市から岐阜県恵那市上矢作町に至る県道（主要地方道）である。

## 概要

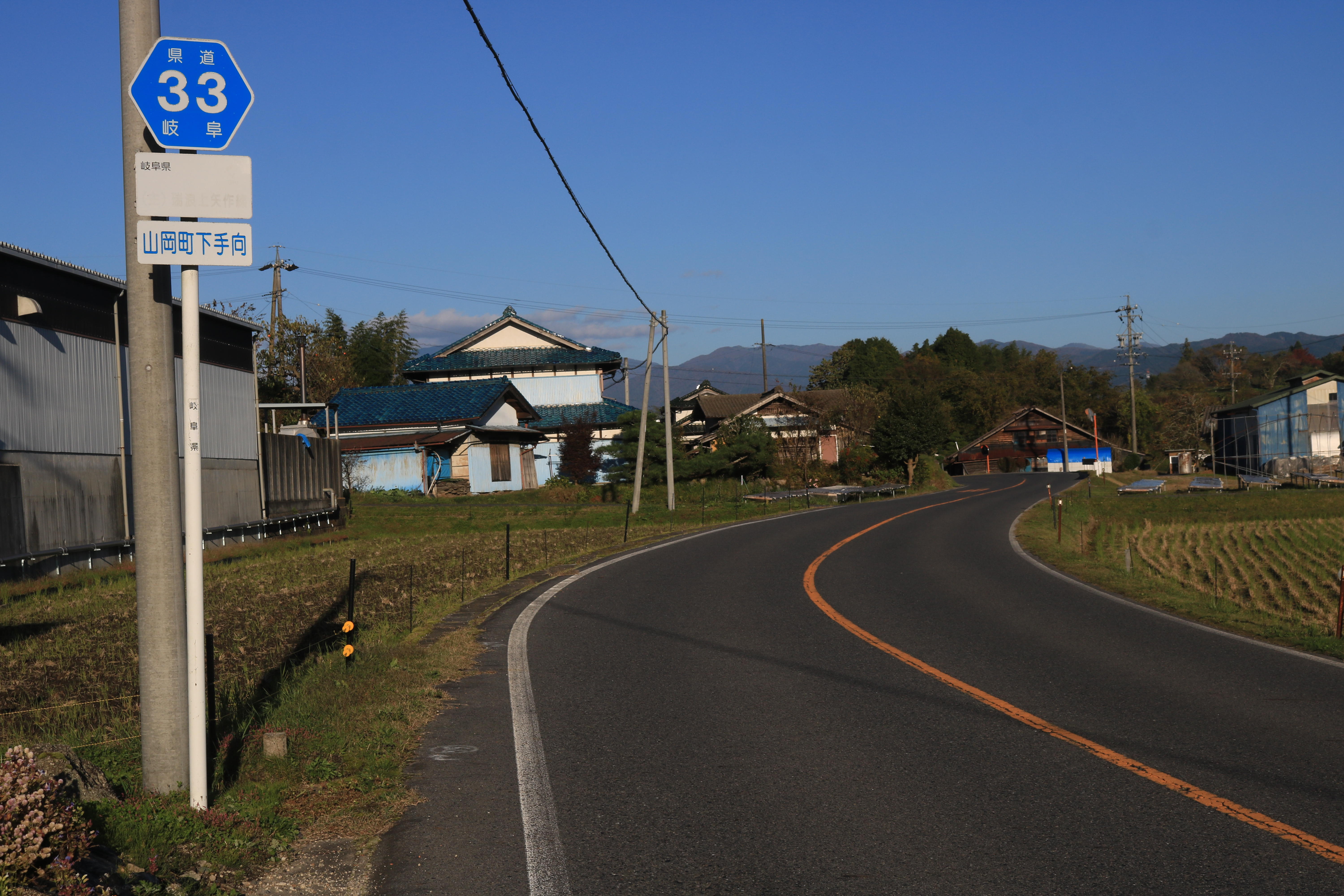
岐阜県道33号瑞浪上矢作線、恵那市山岡町下手向にて

瑞浪市稲津町小里の岐阜県道20号瑞浪大野瀬線交点（下川折交差点）が起点。しばらく小里川右岸の谷底を通る県道20号と並行して左岸の山沿いを南向きに登り、小里城大橋で県道20号をオーバーパスして東に向かう。恵那市山岡町（旧恵那郡山岡町）に入り、小里川ダム、おりがわ湖の横を通過し、小里川沿いに進む。山岡駅前交差点で国道363号と接続し、重複区間となり南に向かう。恵那市明智町（旧恵那郡明智町）に入り、市場町交差点で国道363号と分かれ、東南に向かう。恵那市串原（旧恵那郡串原村）に入り、しばらくして恵那市上矢作町（旧恵那郡上矢作町）に入る。上村川の谷に出た恵那市上矢作町漆原の国道257号交点が終点。
なお、起点から山岡町田代までは、小里川ダム建設にともなって付け替えられた区間である。また、市場町交差点から明智町東山町までは、円滑な交通と歩行者の安全を目的としたバイパス新設にともなって付け替えられた区間である。恵那市串原の中沢付近から、国道257号までは狭隘区間が続く。

### 路線データ
- 始点：岐阜県瑞浪市稲津町小里（岐阜県道20号瑞浪大野瀬線交点　下川折交差点）
- 終点：岐阜県恵那市上矢作町漆原（国道257号交点）
- 実延長：26.070km[1]

## 歴史
- 1993年（平成5年）5月11日 - 建設省から、県道上手向稲津線および県道本郷明智停車場線が瑞浪上矢作線として主要地方道に指定される[2]。

## 路線状況

### 別名
- 東濃なんじゃもんじゃ街道（多治見市、土岐市、瑞浪市、恵那市）
- 南北街道（瑞浪市）

### 重複区間

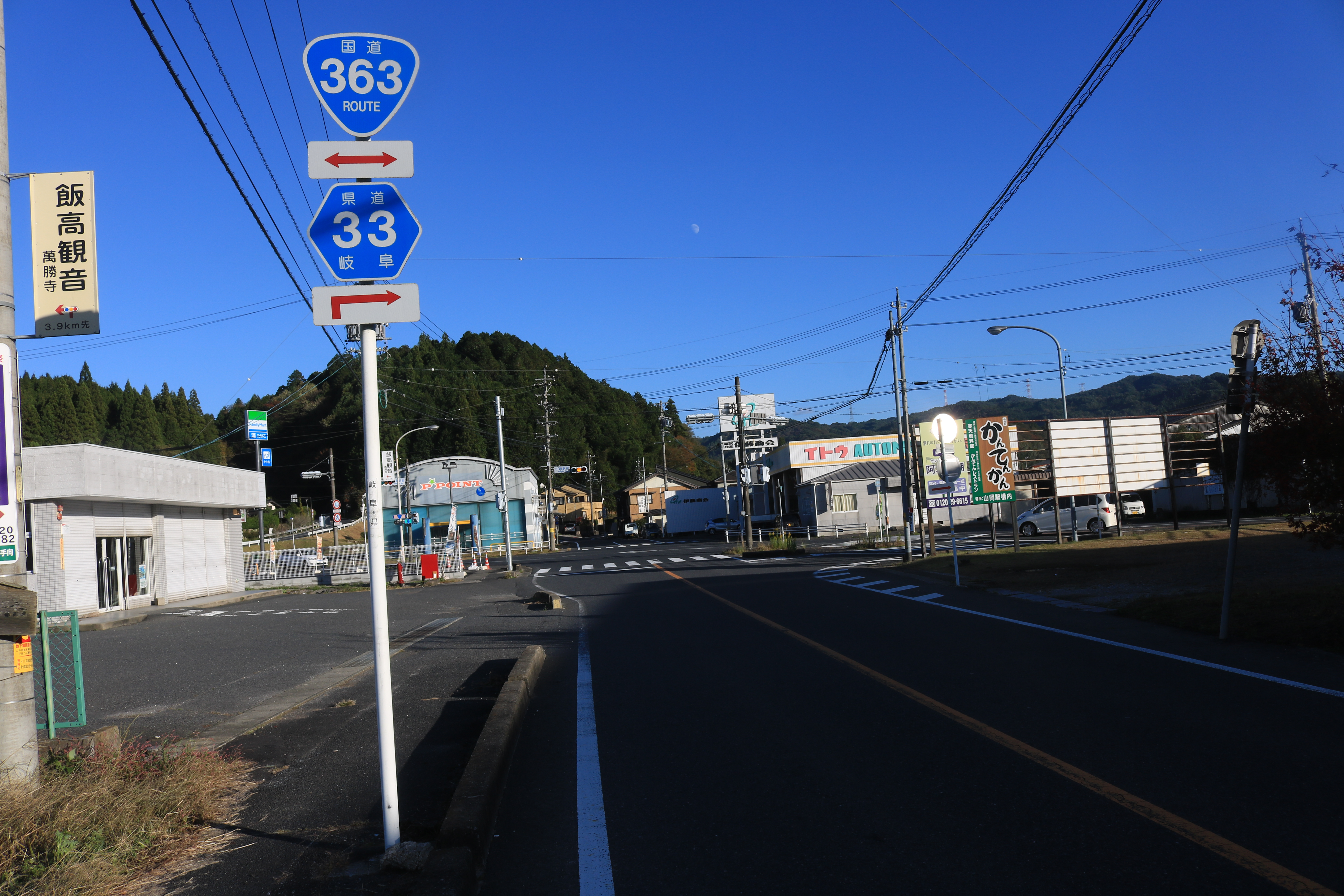
国道363号との重複区間、恵那市山岡町上手向、山岡駅前交差点

- 国道363号（恵那市山岡町 山岡駅前交差点 - 恵那市明智町 市場町交差点）

### 道の駅
- 道の駅おばあちゃん市・山岡

## 地理

### 通過する自治体
- 岐阜県
  - 瑞浪市
  - 恵那市

### 交差する道路
- 岐阜県道20号瑞浪大野瀬線（瑞浪市稲津町小里 下川折交差点）
- 岐阜県道405号下手向陶線（恵那市山岡町 下手向交差点）
- 国道363号（恵那市山岡町 山岡駅前交差点、恵那市明智町 市場町交差点）
- 国道257号（恵那市上矢作町漆原）

### 周辺
- 小里城大橋
- 小里川ダム
- おりがわ湖
- 恵那市立山岡中学校
- 恵那市立山岡小学校
- 山岡駅（明知鉄道明知線）
- 野志駅（明知鉄道明知線）
- 恵那市立明智小学校
- 恵那市立明智中学校
- 岐阜県立恵那南高等学校
- 明智駅（明知鉄道明知線）
- 日本大正村
- 恵那市立上矢作中学校